# Anambasinseln
Die Anambasinseln (indonesisch Kepulauan Anambas) sind eine indonesische Inselgruppe im Südchinesischen Meer.
Sie gehören zur Provinz und Inselgruppe der Riau-Inseln und liegen zwischen Borneo und Malaysia, südwestlich der Natuna-Inseln. Sie bilden – gemeinsam mit den Natuna-, Badas- und Tambelaninseln – den Tudjuh-Archipel. Zu diesem Archipel gehören auch die Subi-, Sejang- und Serasaninseln.
Die Inseln liegen zwischen 5° 27' 15" und 2° 50' 13" nördlicher Breite sowie 106° 13' 14" und 105° 38' 4" östlicher Länge. Ihre Flächenausdehnung beträgt rund 670 km².
Die Inseln sind dünn besiedelt, hauptsächlich von malaiischen Fischern, mit einer einflussreichen chinesischen Minderheit und seit jüngerer Zeit vermehrt Einwanderern aus Java (Transmigrasi) und Sumatra. Wichtige Einkommensquellen sind Fischerei, Gewürznelken und Kokosnüsse. Bei Tauchern sind die Inseln – wegen Korallenriffen und versunkenen Schiffswracks – sehr beliebt. Eines der Inselziele ist die Insel Bawah im Süden der Gruppe, auf der sich 2017 ein exklusives Hotel befindet.
Die größten Inseln sind Jemaja im Südwesten sowie Matak und Siantan mit der Hauptstadt Terempa im Nordosten der Inselgruppe. Weitere Inseln sind Kiabu (Airabu) im Süden, Telaga in der Mitte sowie Bajau und Mubur im Nordosten – hinzu kommen weitere kleine Inseln. Matak verfügt über einen Flughafen (IATA: MWK – ICAO: WIOM) sowie Hafen und wird von Ölfirmen als Ausgangsbasis für die Ölsuche genutzt. Der Flughafen Letung liegt auf Jemaja und wird mehrmals wöchentlich angeflogen.

## Geschichte
Im 19. und 20. Jahrhundert gehörten die Inseln zum niederländischen Kolonialreich. Hier fanden im September 1942 Seegefechte zwischen der japanischen und US-amerikanischen Flotte statt.